# Jaime Pressly
Jaime Elizabeth Pressly (Kinston (North Carolina), 30 juli 1977) is een Amerikaans actrice. Ze ontving een Emmy Award voor haar bijrol in My Name Is Earl, waarvoor ze ook genomineerd werd voor onder meer een Golden Globe en een Satellite Award. Pressly werd ook als stemactrice gebruikt voor het spel Saints Row 2, waarin ze de stem van Jessica insprak.
Daarnaast had ze een vaste rol in de sitcom Mom.

## Biografie
Pressly is een dochter van James Liston Pressly en Brenda Sue Smith. In haar jeugd deed Pressly aan gymnastiek en danste ze veel. Op haar veertiende werd ze gecast als model, op haar vijftiende had ze zich door de scheiding van haar ouders wettelijk onafhankelijk gemaakt van hen.
Pressly had meerdere relaties. Vanaf 2000 twee jaar met Simon Rex, daarna met Carson Daly en vervolgens met Eric Cubiche. Toen ze eind 2006 zwanger raakte, verloofden de twee zich. Hun zoontje werd geboren in 2007. In november 2008 gingen ze uit elkaar. Op 26 september 2009 trouwde ze met advocaat Simran Singh. Op 31 januari 2011 werd bekend dat een scheiding aangevraagd was.
In maart 1998 en februari 2004 stond ze in Playboy.

## Film- en televisiecarrière
Pressly kende haar debuut als vervangster van Drew Barrymore in de film Poison Ivy. alsook in het vervolg, Poison Ivy: The New Seduction uit 1997 speelde ze een rol.
Behalve in films, heeft ze verschillende gast- en vaste rollen in televisieseries op haar naam staan. Nog voor My Name Is Earl speelde ze in het na acht afleveringen gestopte Push (1998) en in 31 van de 33 gemaakte afleveringen van Jack & Jill (1999-2001), als Audrey Griffin.
Pressly verscheen in 2001 in de videoclip bij Marilyn Mansons cover van Tainted Love.

## Filmografie
- A Haunted House 2 (2014)
- Finders Keepers (2014)
- I Love You, Man (2009)
- Venus & Vegas (2009)
- Horton Hears a Who! (2008, stem)
- DOA: Dead or Alive (2006)
- Death to the Supermodels (2005)
- My Name Is Earl (2005)
- Cruel World (2005)
- Torque (2004)
- Demon Island (2002)
- Footprints (2002)
- Not Another Teen Movie (2001)
- Ticker (2001)
- Joe Dirt (2001)
- Tomcats (2001)
- 100 Girls (2000)
- Poor White Trash (2000)
- Inferno (1999)
- Ringmaster (1998)
- Can't Hardly Wait (1998)
- Poison Ivy: The New Seduction (1997)
- The Journey: Absolution (1997)
- Against the Law (1997)